# Rathaus (Farchant)

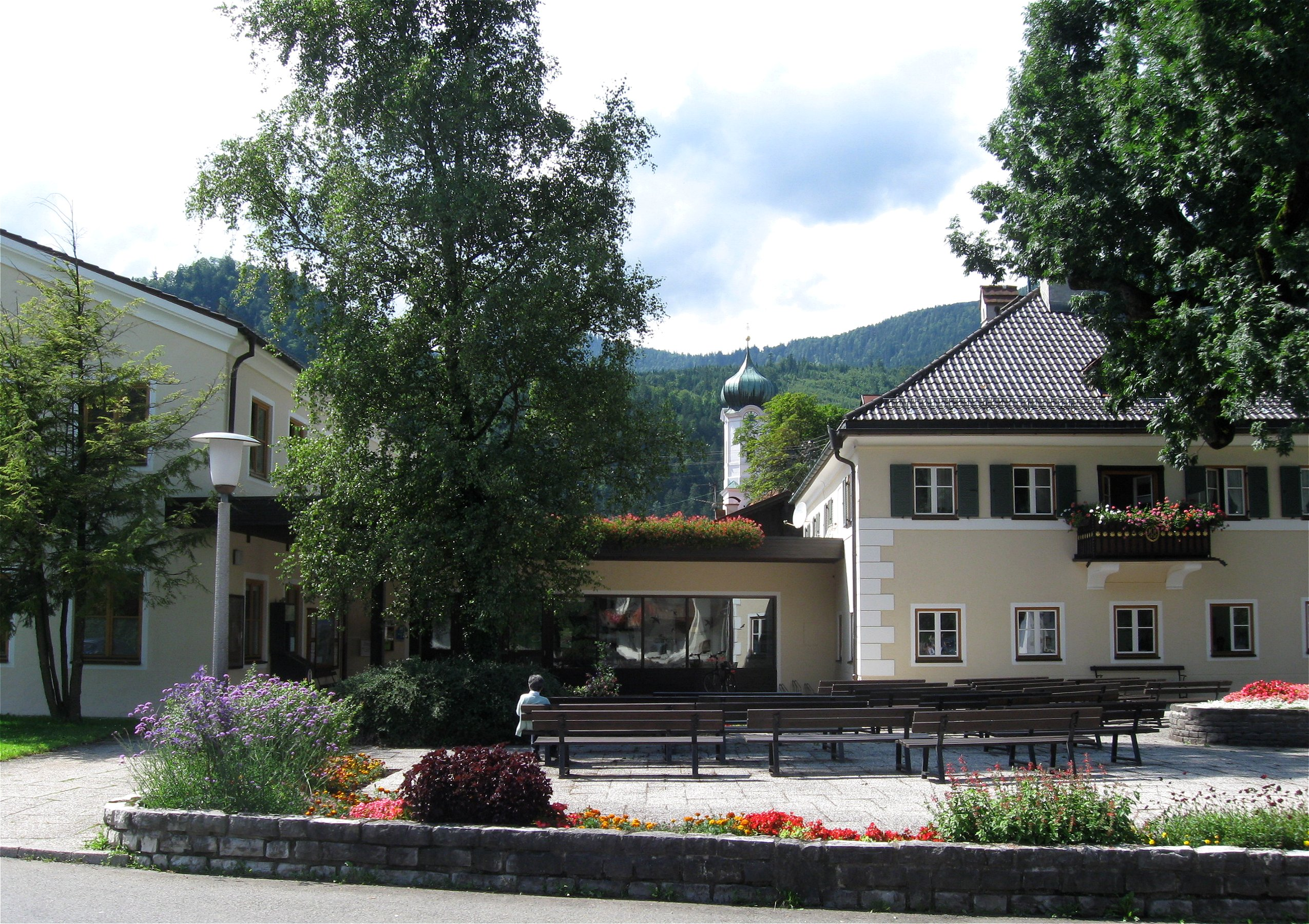
Das Rathaus von Farchant

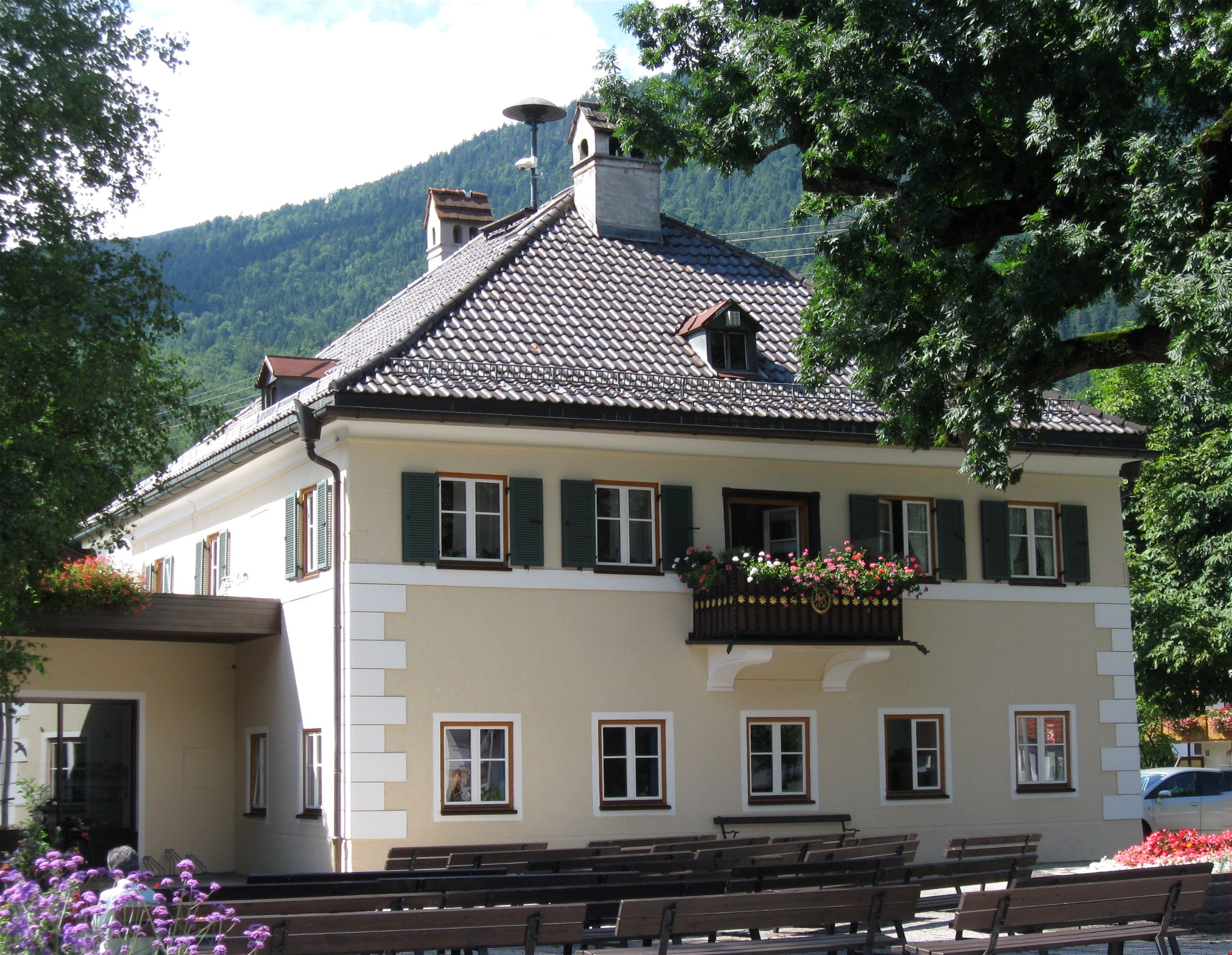
Das Rathaus von Farchant

Das Rathaus in Farchant ist ein 1836 erbautes, ehemaliges Herrenhaus des Kaufmanns M. Kirchmayer. 1949 kaufte es die Gemeinde Farchant für 37.000 DM auf, um ein Rathaus einzurichten. Der zweigeschossige, biedermeierliche Walmdachbau ist auf Basis des Denkmalschutzgesetzes vom 1. Oktober 1973 ein Baudenkmal, die Denkmal-Nr. lautet D-1-80-116-9.

## Geschichte
Im Jahre 1680 wurde durch den Farchanter Schuster in den Gärten mitten im Dorf, dem „gemainen Gehrn“, ein Holzhaus errichtet. Der in Berlin tätige und in Farchant geborene Kaufmann Martin Kirchmayr (1760–1841) erwarb dann 1796 das „ganz von Holz erbaute Zächenhäusl auf dem Gern“. Kirchmayr, ein sehr erfolgreicher Fernhandelskaufmann, ließ 1836 das alte Holzhaus am Gern abreißen und ein biedermeierliches Herrenhaus errichten. Um 1930 kaufte der Starnberger Bankdirektor Franz Veiltl das Anwesen.
Die Gemeinde Farchant hatte bis 1891 kein Rathaus. Wenn Schreibarbeiten anfielen, erledigte dies das Schulbenefiziat. Wichtige Unterlagen und Gerätschaften bewahrte der jeweilige Gemeindevorsteher auf seinem Hof auf. 1891 ist in Farchant das erste „Rathaus“ entstanden. Das 7000 Mark teure Haus wurde „Die Kanzlei“ genannt und stand direkt neben dem heutigen Pfarrhof. Bereits vor dem Zweiten Weltkrieg erwies sich der Bau jedoch als zu klein, aufgrund der Kriegs- und der Nachkriegsjahre konnte dieser Platzmangel nicht gelöst werden. Anfang 1949 bot Franz Veiltl das Herrschaftshaus zum Verkauf an. Nach zähem Ringen mit den Behörden konnte dann die Gemeinde Farchant 1950 das Anwesen erwerben. Nach aufwendigen Umbau- und Sanierungsarbeiten fand am 25. März 1952 die erste Gemeinderatssitzung im neuen Rathaus statt.
Trotz der guten Absichten hat sich der Charakter des Anwesens stark verändert. Konzipiert als Insel der Ruhe im Ort, hat sich das Haus nun zu einem öffentlichen Gebäude gewandelt. Auch der ehemalige Pavillon und der Springbrunnen sind verschwunden.